# 山名棟豊
山名 棟豊（やまな むねとよ、天文13年（1544年） - 元亀4年（1573年））は、16世紀の戦国武将。山名祐豊の長男。弟に山名義親、山名堯熙（氏政）がいる。

## 生涯
16世紀半ば、但馬山名氏の山名祐豊（宗詮）は、因幡国の支配をめぐり因幡山名家の山名誠通（久通）と抗争を続けていた。天文15年（1546年）、橋津川合戦において山名祐豊は、因幡山名家を支援する尼子氏を破り、因幡山名家を没落させた。祐豊は弟の山名豊定を実質上の守護に据え、事実上因幡国を領国化した。
永禄3年（1560年）3月に山名豊定が没すると、代わりの因幡守護は立てられず、祐豊の長男である山名棟豊が派遣された。
元亀4年（1573年）正月に病死したという。

## 備考
- 江戸時代に米子の商家であった宮本家に伝来した「宮本家文書」（鳥取県指定文化財）の1点に、棟豊発給の文書がある[3][4]。伯耆国淀江の領主であった村上氏[4]:14[5]の一族・村上新次郎に対し、尼子方と戦うために但馬・因幡から伯耆国方面に向けて出兵することを伝えるものである[4]:15[注釈 1]。